# Irena Kawa
Irena Kawa , po mężu Kustra (ur. 7 stycznia 1946 w Biesiadkach, zm. 25 września 2024) – polska saneczkarka, mistrzyni Europy juniorek (1964).

## Życiorys
Była zawodniczką MKS Krynica (1956-1959) i KTH Krynica. W 1964 została mistrzynią Europy juniorek w jedynkach, w latach 1962-1964 trzykrotnie wygrywała w tej konkurencji mistrzostwo Polski juniorek. Reprezentowała Polskę na mistrzostwach świata seniorek w 1965, zajmując w jedynkach 11. miejsce.
Jej mężem był hokeista KHT Zdzisław Kustra, a wnukiem hokeista, Jakub Witecki.